# 쇼치쿠 가극단

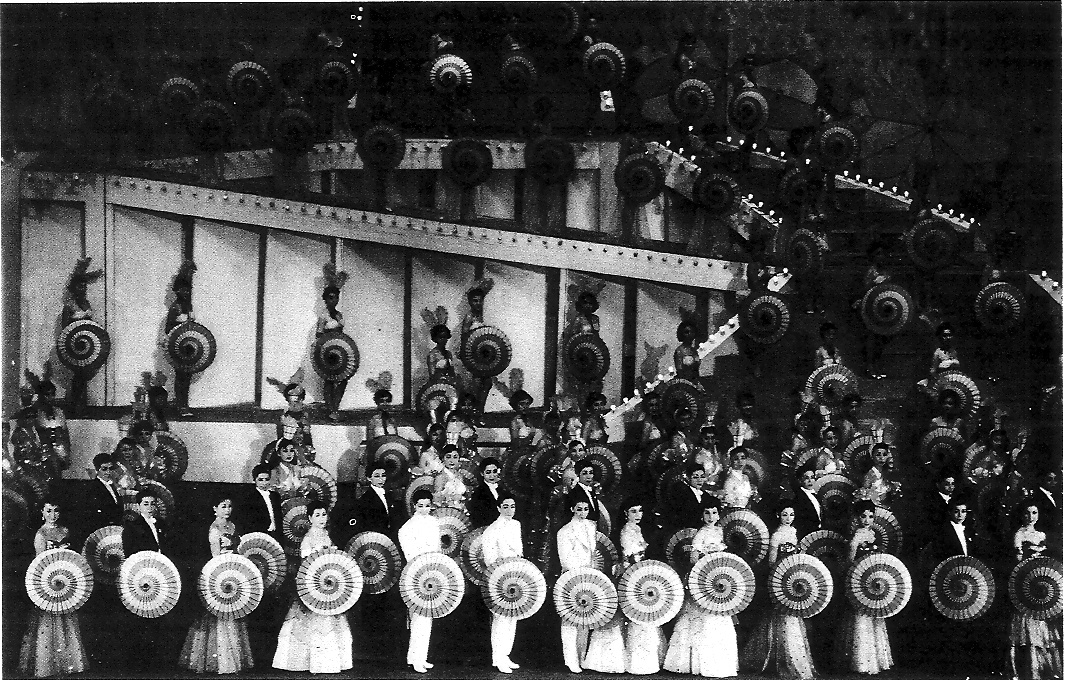
1955년 「도쿄오도리(東京踊り)」 피날레

쇼치쿠 가극단(松竹歌劇団,しょうちくかげきだん)은 1928년부터 1996년까지, 일본에 존재했던 레뷰와 뮤지컬 가극단이다.
출연자는 모두 여성인 것으로 보아 「소녀가극」과 관계있다. 쇼치쿠를 모체로 한 도쿄 아사쿠사에 본거지로 두어, 1930년대에 도쿄 제1의 레뷰극단으로써, 효고현 다카라즈카시를 본거지로하는 다카라즈카 소녀가극 (현 다카라즈카 가극단)과 인기를 다투었다. 태평양전쟁을 경험하고, 전후에는 본거지를 국제극장의 대무대로 활동, 「그랜드 레뷰」로 인기를 끌었지만, 1960년대부터 서서히 인기가 떨어지고, 1990년대에 뮤지컬 극단으로 전향했지만, 1996년에 해산하였다.
「Shouchiku Kageki Dan」의 이니셜을 따서 통칭 SKD로도 알려졌다. 오사카부에 현존하는 OSK일본가극단 (구 오사카쇼치쿠가극단)이 자매극단이다.

## 역사

### 전사 (前史)

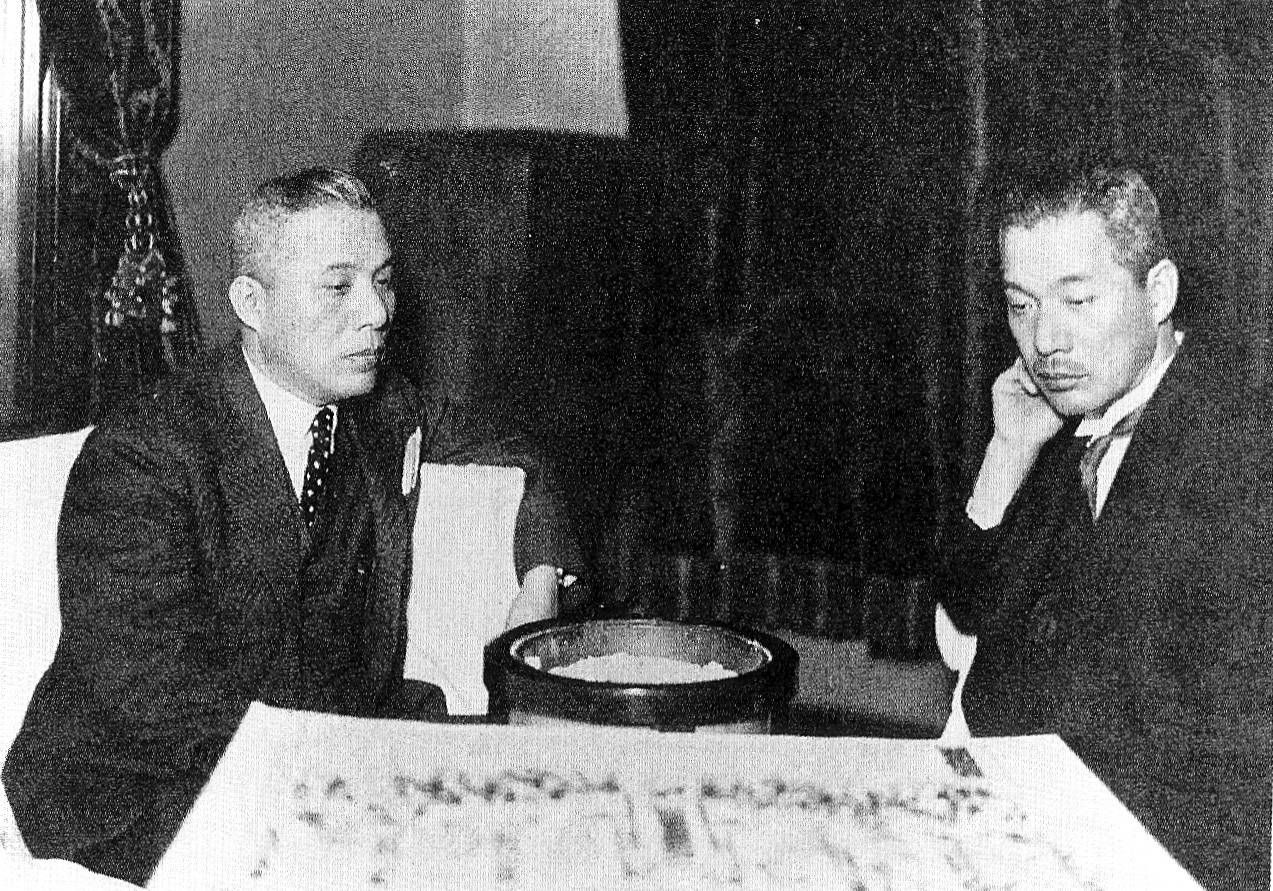
오오타니 타케지로와 시라이 마츠지로

1914년, 한큐그룹 창업자 코바야시 이치조에 의해, 효고현 다카라즈카시의 다카라즈카신온천파라다이스극장에 다카라즈카소녀가극단이 결성되어, 일본에 있어서 「소녀가극」의 역사가 시작했다. 1918년에는 히로시마현 히로시마시의 하네다소녀가극단, 1919년에는 오사카부 오사카시에 비와(琵琶)소녀가극단, 1921년, 오사카부 오사카시에 나니와소녀가극단이 결성되어, 소녀가극의 물결이 차츰 확대되어갔다.
1921년, 다카라즈카 음악학교의 강사였던 우메모토 리쿠헤이 (楳茂都 陸平)가 다카라즈카 공회당에서 무용 『春から秋へ』를 상연, 당시의 오사카쇼치쿠 사장 시라이 마츠지로가 이것에 관상하여, 쇼치쿠판 소녀가극인 「쇼치쿠악극부」 설립에 큰 영향을 끼쳤다. 1922년 4월, 시라이는 다카라즈카에서 우메모토나 작곡가 하라다 준 등을 초대해, 텐가차야(天下茶屋)의 쇼치쿠합명회사 분실 안에 있는 「쇼치쿠악극부 생도 양성소」를 창설. 여름 쯔음에 30명 정도의 학생이 모여, 12월에는 시연이라고 할 수 있는 『시간의 춤(時の踊り)』를 상연하였다. 이듬해인 1923년부터 도톤보리 쇼치쿠좌를 본거지로, 단기공연을 중심으로 흥행하기 시작했다. 당시에는 오니모츠(お荷物)취급이었지만. 1926년 4월에 상연한 『봄의 춤(春のおどり)』로 큰 호평을 받음으로써 흥행궤도에 올랐다. 『봄의 춤(春のおどり)』은  화류계풍의 공연을 레뷰로 어레인지한 것이었지만, 1927년, 다카라즈카소녀가극이 프랑스식의 호화스러운 레뷰 「몽 · 파리」를 상연하면서, 쇼치쿠 악극부에서도 서양무용이 크게 도입되는 계기가 되었다. 1928년에 상연된 「쇼치쿠좌댄스」에 있어서, 영화적인 템포, 에로티시즘, 교묘한 장면 전환 등 "쇼치쿠레뷰"의 기본이 되는 요소가 확립되었다.

### 도쿄 쇼치쿠 악극부의 설립

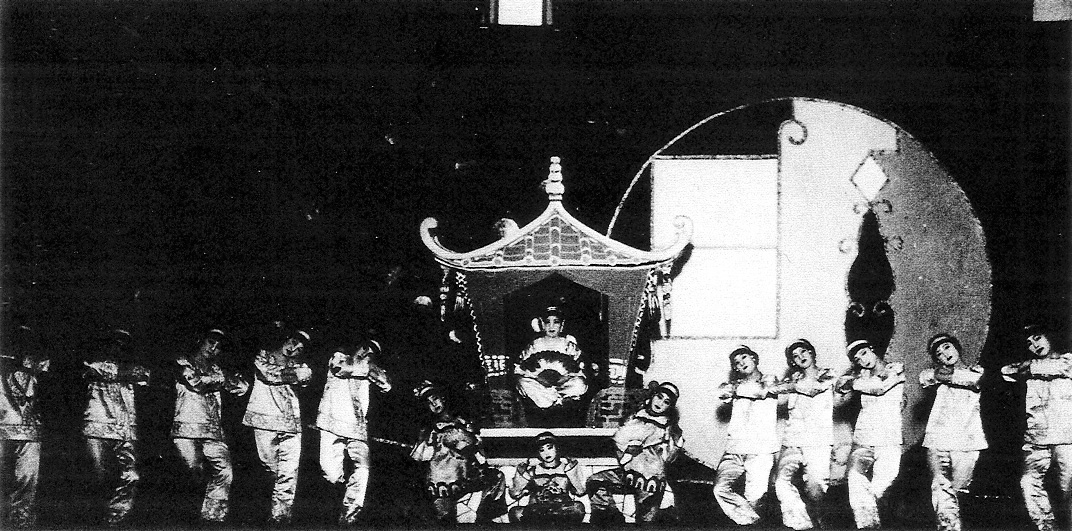
1929년 「쇼치쿠좌포리즈」의 "남경정서" 장면

쇼치쿠 악극부 공연은, 영화상연과 병설된 어트랙션이라고 불리는 모양으로 상연되었다.  1928년 8월 31일, 아사쿠사 쇼치쿠좌가 개장했을 대에도, 쇼치쿠악극부가 오사카에서 상경해서 공연을 했다. 이 공연인 『무지개의 춤 (虹のおどり)』은 도쿄에서도 호평을 받았고, 쇼치쿠악극부 지배인 카모 쥬우에몬(蒲生重右衛門)이 시라이와 오오타니 타케지로 (도쿄 쇼치쿠 사장)에 대해, 도쿄를 본거지로 하는 새로운 악극부를 설립하자고 직접 이야기 했다. 이것이 받아들여지자, 카모는 즉시 도쿄부 산하 신문에 새로운 악극부 단원을 모집한다는 광고를 냈고, 이에 응해 합격한 학생 14명을 모아 「도쿄쇼치쿠악극부」를 발족했다.

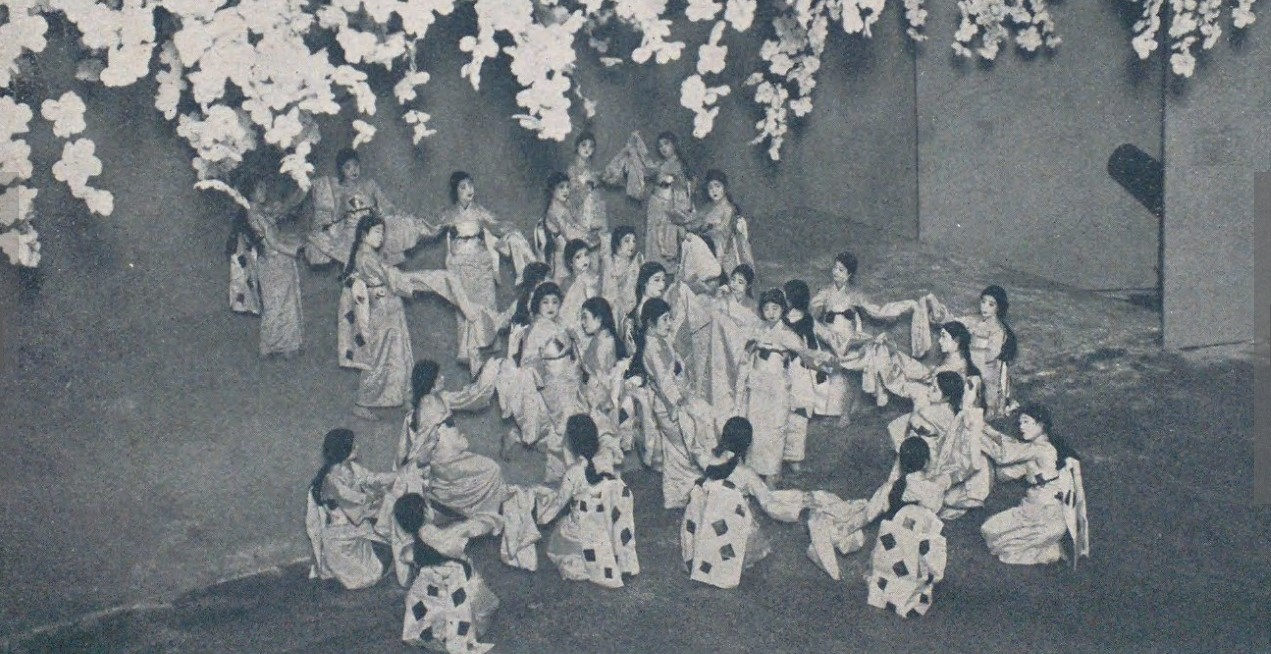
1920년대말의 아사쿠사 쇼치쿠좌 레뷰

12월에는 상경한 오사카쇼치쿠의 응원 형태로, 쇼와 천황의 즉위에 맞춰 상연한 『봉축행렬(奉祝行列)』으로 초무대를 밟았다. 연습 개시부터 2달도 안되어서 있었던 도쿄 쇼치쿠 출연은 제1경과 피날레뿐으로, 다른 많은 사람들이 맡았다. 이듬해에도 한동안은 응원 출연으로 계속되었지만, 11월 말부터는 『쇼치쿠좌 포리즈』로 첫 도쿄 쇼치쿠 단독 공연을 이루었다. 더군다나, 12월에는 『쇼치쿠좌 댄스』를 단독으로 상연하고, 이후 도쿄 쇼치쿠는 오사카 쇼치쿠에서 독립하였다.

### 레뷰 전성기

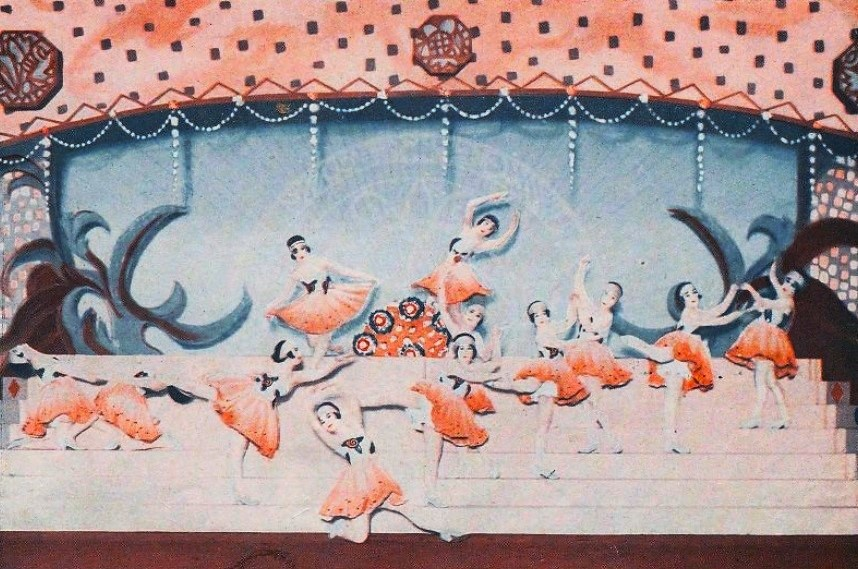
동상

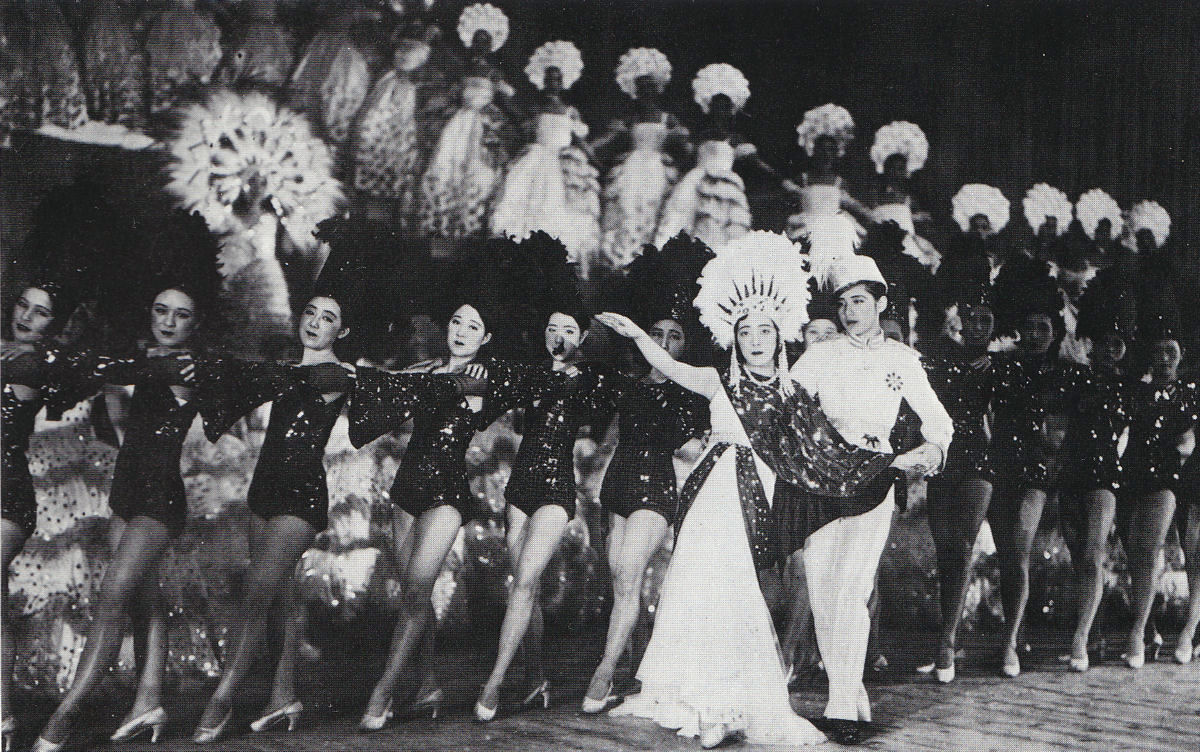
다카라즈카와 「레뷰합전」의 막을 열었던 『러브 퍼레이드』. 앞에 페어는 요시카와 히데코와 미즈노에 타키코

1930년 제1기생인 미즈노에 타키코(水の江瀧子)가 소녀가극 단원으로써 처음으로 남성풍으로 단발을 하고, 이후 「남장의 려인(麗人)」으로써 인기가 급상승했다. 레뷰 인기가 높아져가는 한편, 쓸데없이 선정적이라고 하여, 경찰로부터 연출내용의 지도 통달도 받았지만, 이듬 해인 1931년에는 가부키좌에서 『라마야나』를 각색한 『빼앗긴 나의 사랑하는 아내여』로, 일본 방문 중이었던, 태국 국왕 라마 7세가 대관하여 공연을 보고, 사회적 신용을 높혔다. 악극부장 카모 쥬우에몬이 적극 운영하면서 도쿄 쇼치쿠 악극부는 도쿄 명물이라고 불리는 일대극단이 되어, 본거지인 아사쿠사 쇼치쿠좌 뿐만 아니라, 가부키좌, 도쿄극장 등에서도 우수한 흥행 성적을 내었다.
1932년 10월, 도쿄 진출을 도모하는 다카라즈카 소녀가극단이 신바연무장에서 『부케 다무르』 공연을 시작으로, 이것에 대항하는 도쿄 쇼치쿠도 츠키지강을 낀 강 건너 도쿄극장에서 대작 『러브 퍼레이드』를 상연했다. 츠키지강 양안에서 쇼치쿠와 다카라즈카에 의한 집객 경쟁 · 통칭 「레뷰 합전」이 시작되었다. 두 극단은 「춤추는 쇼치쿠, 노래하는 다카라즈카」로 대비되어, 이 전쟁은 다카라즈카가가 도쿄 신거점인 도쿄다카라즈카 극장으로 이전할 때까지 계속되었다. 그리고, 『러브 퍼레이드』 쯔음부터, 도쿄쇼치쿠악극부는 이름을 「쇼치쿠소녀가극단 (松竹少女歌劇部)」로 바꾸었다.

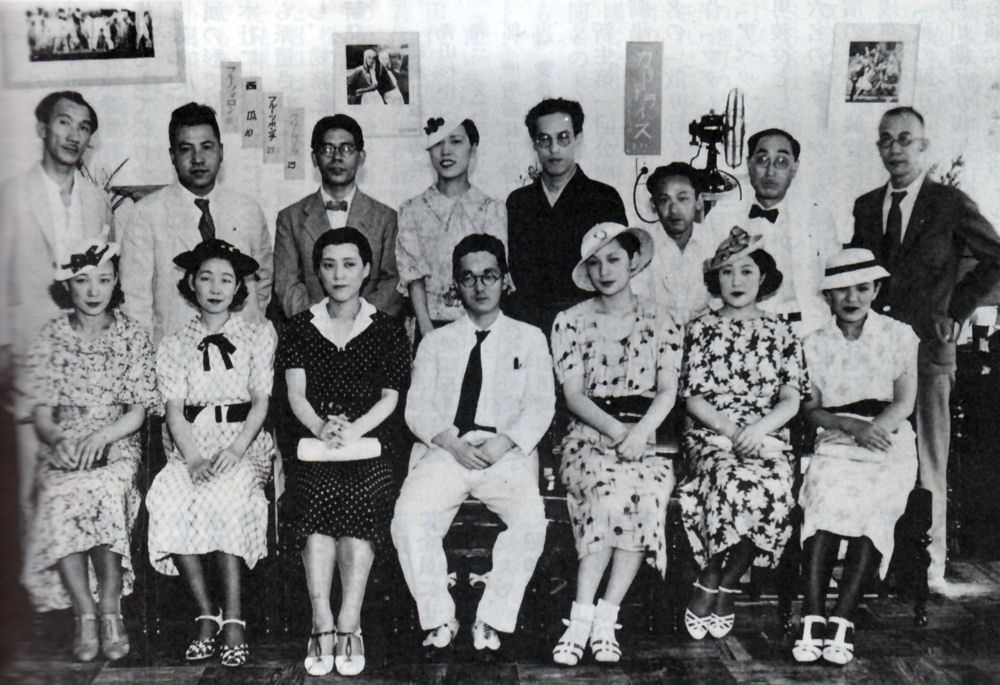
1937년 당시, 주요 출연자 · 스탭

1933년 6월, 악극단원의 대우 개선 요구에서 시작되어, 미즈노에 타키코를 조직위원장으로 하는 노동 쟁의 · 통칭 「분홍색 쟁의」가 일어났다. 다음 달에 타결되었고, 카모 쥬우에몬은 퇴진, 기존 쇼치쿠좌 체인 산하에 있던 쇼치쿠 소녀 가극부는 쇼치쿠 본사 직속의 쇼치쿠 소녀 가극단이 되었고, 동시에 부속단원 양성 기관인 「쇼치쿠 소녀 가극학교」가 설립되었다. 쟁의의 수반이었던 미즈노에는 일시 근신이었지만, 10월 말의 『탱고 로자』로 복귀하였다. 이 작품은 쇼치쿠 가극이 시작된 이래로, 대히트를 쳤고, 처음으로 모든 단원을 거느린 채, 칸사이 공연을 하는 등, 총 160회 공연이라고 하는 당시 소녀가극에 있어서의 최고 기록을 만들었다. 한층 더 인기를 증폭시킨 쇼치쿠 소녀가극은, 1934년 9월부터 본거지를 아사쿠사 쇼치쿠좌에서 신주쿠 제일극장으로 옮겼다.
도쿄 다카라즈카 극장 출현 이래, 소치쿠소녀가극은 적극 공세를 도모해, 『탱고 로자』이후로는 칸사이, 츄고쿠, 규슈 각 지방에서도 순회 공연, 선배격의 오사카 쇼치쿠를 본거지로 밀어 넣을 수 있는 형태가 되면서도, 전국적 인기를 획득했다. 이 무렵의 쇼치쿠 소녀가극은 미즈노에 타키코와 오리에 츠사카를 두 간판으로 하고 있었는데, 특히 「터키」라는 애칭으로 알려지게 된 미즈노에는 「레뷰계의 공전의 인기를 독점」, 「터키 시대를 표출하고 있다.」라고 평가될 정도로 높은 인기를 자랑했다. 또 스탭으로는 연출의 아오야마 스기사쿠, 안무의 아오야마 요시오, 장치의 미츠바야시 료타로를 세 기둥으로 「레뷰의 왕」이라고 불린 명연출가 시라이 테츠조를 거느린 다카라즈카와 막상막하의 싸움을 벌였다.
당시에는 각 스타의 사설 후원회가 난립해, 회원 2만명을 거느린 「미즈노에회(水の江会)」필두로, 각 후원회가 경쟁적으로 스타에게 성원을 보내, 무대에 테이프나 꽃다발을 던지고, 또한 스타도 이것에 호응해, 극장 안은 이상한 흥분 상태를 나타내고 있었다. 그러나 1937년, 정원 3600명을 자랑하는 「맘모스 극장」이라고도 불렸던 새로운 본거지 국제극장이 개장되면서, 그 거대함때문에 종래의 쇼치쿠 소녀가극을 지지했던 「스타와 팬 사이의 교환」이라고 하는 매력은 없어져가게 되었다.

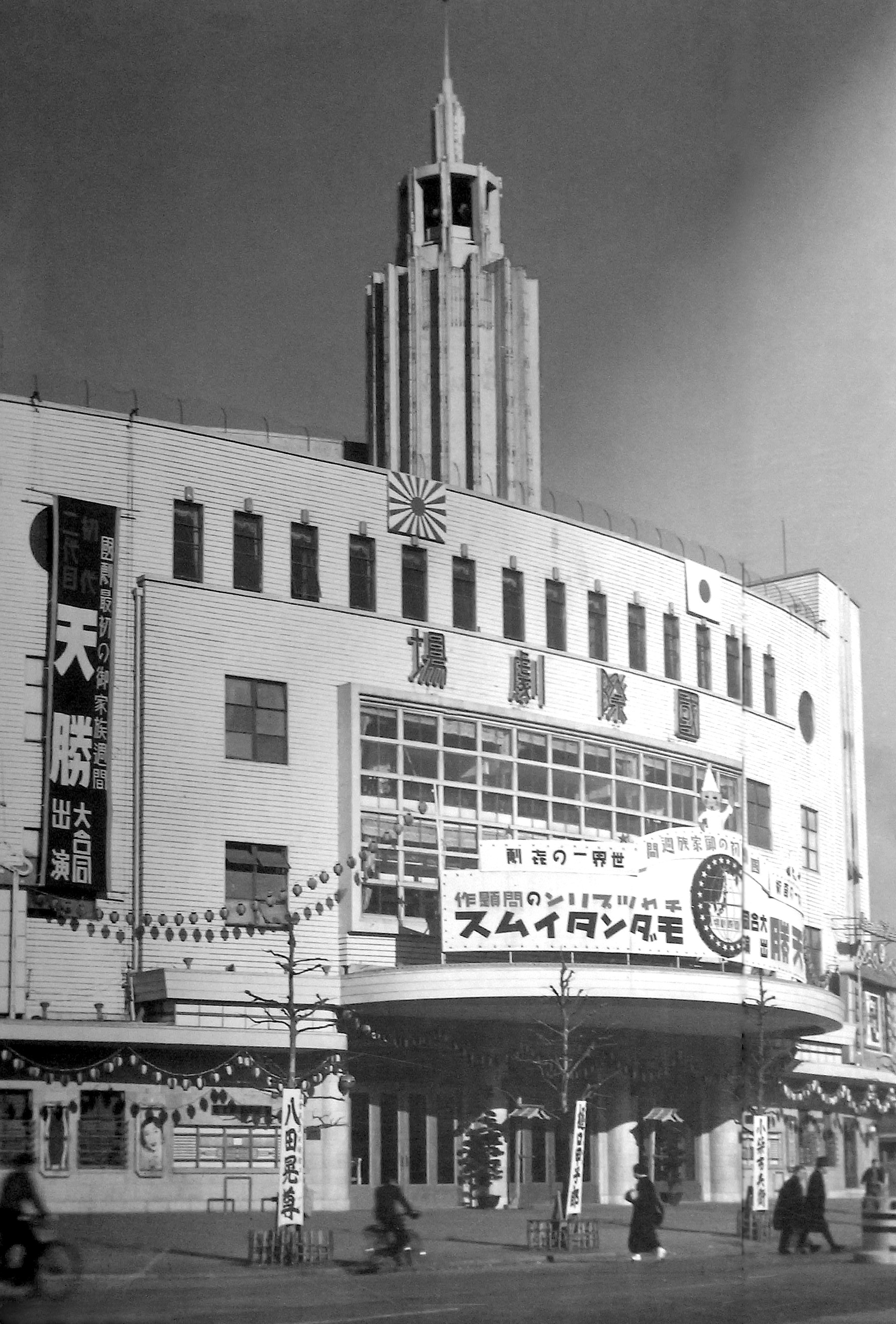
국제극장 정면 입구
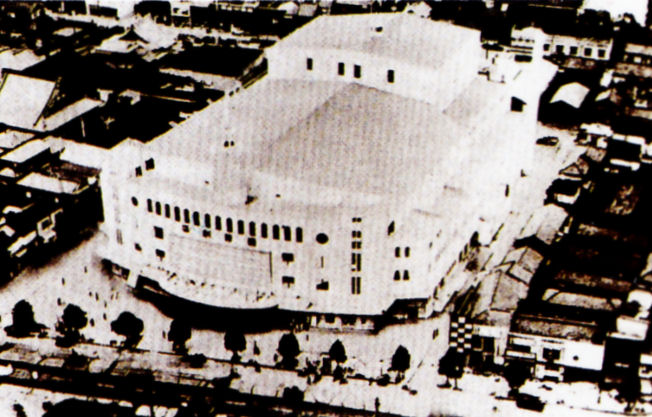
국제극장 부감 전체상

### 태평양전쟁 종전까지

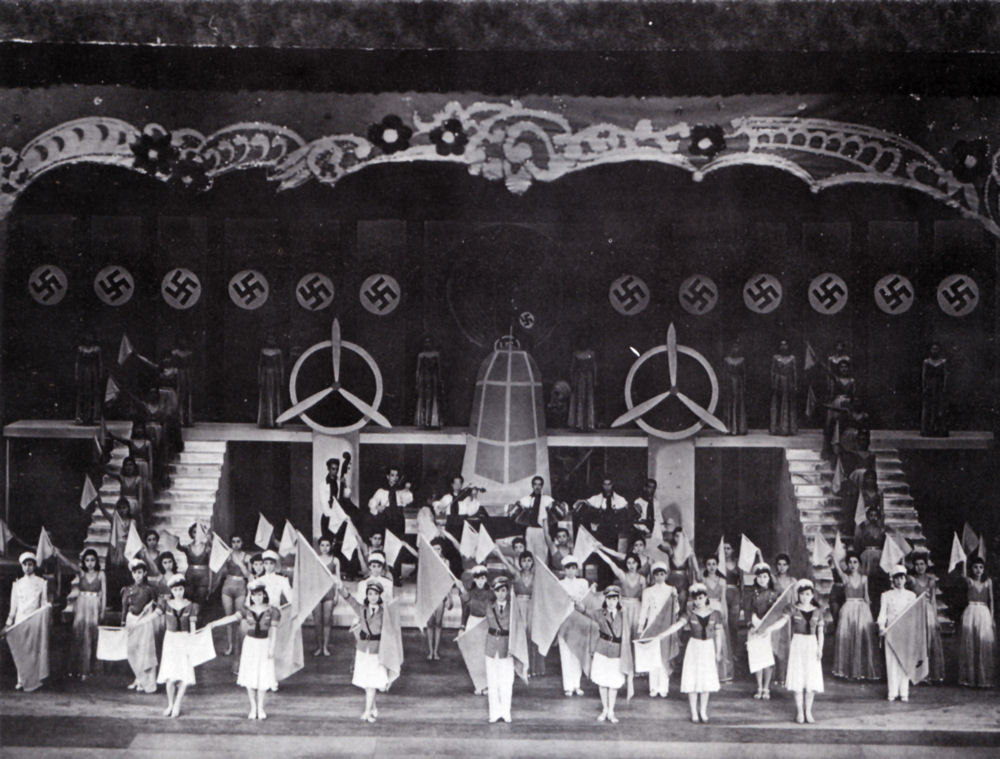
삼국 동맹 조약를 소재로 한 『프랑스 기원』 (1941년). 무대 뒤쪽에 나치 철십자기가 있다.

1938년 3월, 쇼치쿠본사의 기구 개혁을 해 새롭개 「가극부」가 발족해, 도쿄 · 오사카의 양쪽 소녀가극이 일원 관리되게 되었다. 가극부장인 오오타니 히로시는 양 극단을 적극적으로 교류시켰지만, 당시 시국에 전시색이 짙어지면서 본격적으로 공연은 줄어들고,  소녀가극의 인기는 하락세를 보여갔다. 작품도 시국을 반영한 것이 만들어지기 시작하여, 일지사변을 소재로 한 『마스라오』 (1937년)가 상연된 후, 이듬해인 1938년, 『도쿄 춤(東京踊り)』에는 「사쿠라 카츠도키(さくらかちどき)」라는 부제가 붙었고, 「조국을 위하여(祖国のために)」라는 발레도 병연되었다. 1939년에는 『방공의 맹세(防共の誓い)』를 상연하기도 했다. 그리고 같은 해 9월, 『블루 무운』으로 소녀가극의 단독 공연은 일시 중지된다.
이후, 예전과 같이 영화 상영에 병원되는 어트랙션을 명분으로 하여 공연을 계속했으나, 1941년 말, 태평양전쟁이 발발하자, 상연 내용에 대한 제한도 강화되었다. 다음해인 1942년에는 필리핀 방면의 장병 위문공연을 3개월에 걸쳐 실시했다. 그해에는 오리에 츠사카, 1943년에는 미즈노에 타키코와, 전성기를 떠받혔던 남역 스타가 줄줄이 퇴단하였다. 9144년 3월에는 결전 비상조치 요항에 따라 국제극장이 폐쇄되고, 풍선폭탄 제조공장으로 바뀌었다. 여기에 퇴단자도 잇따르고 있던 것으로부터, 같은 달 31일로 쇼치쿠 소녀가극단은 일시 해산하였다. 위문공연을 목적으로 한 「쇼치쿠 예능 본부 여자 정신대」로 변경되어 국내외에서 위문공연을 했다. 1945년에는 「쇼치쿠 무용대」로써 활동, 8월에 오오후나 신생극단과 나라쿠좌에서 위문공연 중, 종전을 맞이했다.

### 전후 국제극장 레뷰

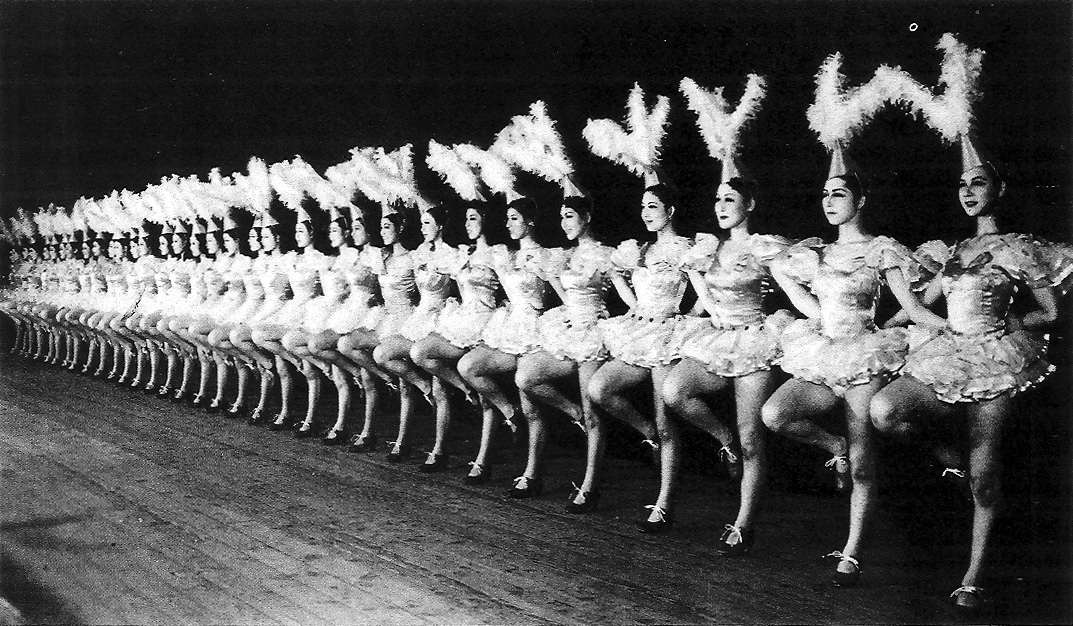
1951년 『가을의 춤』 아토믹걸즈

종전 후의 10월, 쇼치쿠 무용대는 30명의 단원을 거느리고 「쇼치쿠 가극단」으로서 재출발하였다. 동시에 새로운 단원 모집도 실시해, 11월에는 전후 1기생이 되는 34명이 새로 입단하였다. 다음해인 1946년부터 미즈노에 등 옛 관계자가 소속된 극단과의 합동으로 공연을 재개했고, 7월에는 전후 첫 단독 공연을 열어 재기하기 시작했다. 1947년 가을에는 도쿄 대공습으로 파괴되었던 국제극장이 수리되어 부흥 기념 공연을 열었다. 1948년에는 한 때 매년하는 행사였던 『도쿄 춤(東京踊り)』을 부활시켰다. 1949년 경부터는 그 인기가 다시 올랐고, 브로마이드 판매의 최대기업으로 알려진 아사쿠사 마르베르당에서는 카와지 류코, 오즈키 사에코, 아케보 유리 등 스타의 상품이 100만매 이상을 판매했다.

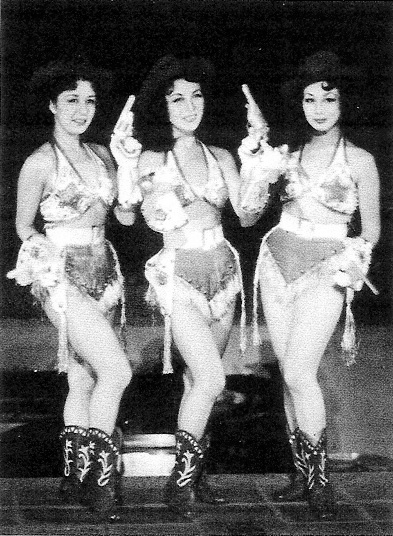
1952년 『가을의 춤』 "쓰리펄스" 멤버. 왼쪽부터 쿠사부에 미츠코, 후카쿠사 쇼코, 아와지 케이코.

1950년대에 들어서자, 국제극장의 거대함과 무대기구를 활용한 연출법이 고안되어, 전쟁 전과는 다른 인해전술을 구사한 대규모 쇼로써 쇼치쿠 레뷰가 정착되었다. 국제극장은 관광버스가 대거 방문하는 아사쿠사의 새로운 명소가 되었다. 1957년에는 그 역사를 통틀어 가장 많은 265만명의 관객 동원을 기록했다.
수많은 팀이 설립된 것도 이 무렵의 특징이다. 1951년에는 장치 전환 시에 일어나는 지연을 해결하기 위해, 특히 스타일이 좋은 40명을 선발한 라인 댄스팀 "아토믹 걸즈"를 창설하였다. 1956년에는 여성의 글래머러스함을 앞세운 팀인 "쓰리 펄스"에서서 멤버를 추가해 "에잇 피체스"가 창설되었다. 에잇 피체스는 댄스 기술이 뛰어난 사람을 선발한 8명의 팀으로, 관능적인 댄스를 자랑삼아, 「소속하는 것이 영애」라고 불리는 명팀이 되었다. 아토믹 걸즈와 에잇 피체스는 1956년에 예술제 장려상 (대중 예능 부문)을 받았다. 기구면에서는 1959년의 『여름의 춤』에서 지하에 수조를 설치하고 무대 뒤편에 6단으로 떨어지는 폭포를 창출한 것이 대서특필된다. 또한 무대부수기 등도 연출팀의 특기였다.

### 레뷰 극단으로써의 종말
1960년대 중반 이후, 쇼치쿠 가극은 오락의 다양화와 뮤지컬의 인기에 눌려 침체기를 맞이한다. 제작자의 부재로 인해, 과거 작품에 몇번이고 의존한 매너리즘화도 나타나기 시작했다. 1960년대에는 다카라즈카 가극도 도쿄에서의 관객 수가 부진하여 도쿄 다카라즈카 극장의 가동을 연중 7개월로 축소하고 있었지만, 1974년에 뮤지컬 『베르사이유의 장미』로 붐을 일으켜 그 기세를 살리는 데 성공한다.
쇼치쿠 가극에서도 단원은 자주적으로 뮤지컬에 임하려했다. 1970년, 단내에서 결성된 「SKD 드라마 그룹」이 그것이다. 연극계에 뮤지컬 붐이 일고 있는 가운데, 단원들 사이에서도 이를 상연하고 싶어하는 열망이 높아져, 회사가 "연기력 부여 및 향상"을 목적으로 후원한 것이었다. 그러나 공연 횟수가 많이 않아, 첫 시연 『사랑 전수 수습감(恋伝授手習鑑)』은 같은 해 『가을의 춤』 휴연일에 열렸고, 이를 포함해 1977년까지 공연은 『11인 장단기』 (1974년 1일 공연), 『여자만의 유네스코』 (1975년, 3일 공연), 『여자만의 카몰레티』 (1977년, 4일 공연) 등 4편만 진행하였다.
1979년, 쇼치쿠 가극은 각본 · 연출에 영화 감독 야마다 요지를 맞이하여 뮤지컬 작품 『카르멘』을 상연하면서, 새로운 기축을 시도하였고, 1980년에는 모리 요시로를 이사장으로 하는 「상연실행위원회」가 결성되어, 문화청 후원 하에 뮤지컬 『은하철도 999 in SKD』를 상연했으나, 1982년 4월 『도쿄 춤』을 마지막으로 국제극장이 폐쇄되었다. 마지막 본거지 공연은 약 4천명의 관객을 모았다. 또한 같은 해에는 소련과 동독에서 장기공연을 펼졌는데, 기존에 왕성하게 진행했던 해외 공연도 이것이 마지막이 되었다.
이후, 도쿄 도내와 지방 극장에서 공연을 했지만, 적자가 계속되면서 1989년 3월, 모든 단원이 소집된 자리에서 모회사인 쇼치쿠토지흥행으로부터 "다음해 3월 이후 2년간 공연 중지"와 "뮤지컬 극단으로 전환"이 통보되었다. 이듬해인 1990년 3월 25일, 2500명으로 만원이 된 도쿄 후생연금회관에서 마지막 『도쿄 춤』이 상연되었고, 이로써 레뷰 극단 역사에 종지부를 찍었다. 이 공연에는 76명이 참가했지만, 종연 후에 11명이 퇴단하였다.

### 뮤지컬로 전환과 해산
그 후, 뮤지컬 극단으로 전환하기 위한 준비에 들어가고, 『코러스 라인』의 투어 공연 연출 등을 담당한 바요크 리를 브로드웨이에서 초빙하였고, 또한 발레의 마키 아사미와 극단 사계의 지도도 받았다. 그러나 장래 불투명한 상황으로 인해, 또 다른 퇴단자가 속출하여, 준비 기간 중에 단원은 38명까지 감소했다.
1992년 3월 10일, 뮤지컬 전환 후 첫 공연 『영리한 여자의 어리석은 선택』을 이케부쿠로 선샤인 극장에서 상연하였다. 이후 정기적으로 공연을 하여 단원의 실력에 대해서는 높은 평가를 얻었다. 그러나 남역을 폐지하고 작품마다 외부에서 남성 배우를 초청하게 되어 극단의 체면이 무너지고, 도한 연출가도 작품마다 외부에서 초빙하고 있었기 때문에, 제작 방침도 정해지지 않아, 1995년 5월 당시 단원은 18명까지 감소했다.
1996년 6월 14일, 쇼치쿠토지흥행은 재단중인 16명에게 6월 이후, 출연 계약을 체결하지 않을 것을 통보하였으며, 이로써 쇼치쿠가극단은 해산하게 되었다. 해산공연이 없었던 것으로부터, 카이 쿄코, 니시키 사에코, 베니 에미 등 16명의 최종 멤버가 긴자 박품관 극장에서 자주공연 『FROM SKD』을 실시했다.
그 후, 전 톱스타 치와 치도리 등에 의해 결성된 「STAS」나 마찬가지로 OG가 만든 「장미소정 SKD」이라고 하는 극단이 「레뷰의 계승」을 구가하며 활동을 계속하고 있다.

## 극단의 특징

### 공연내용

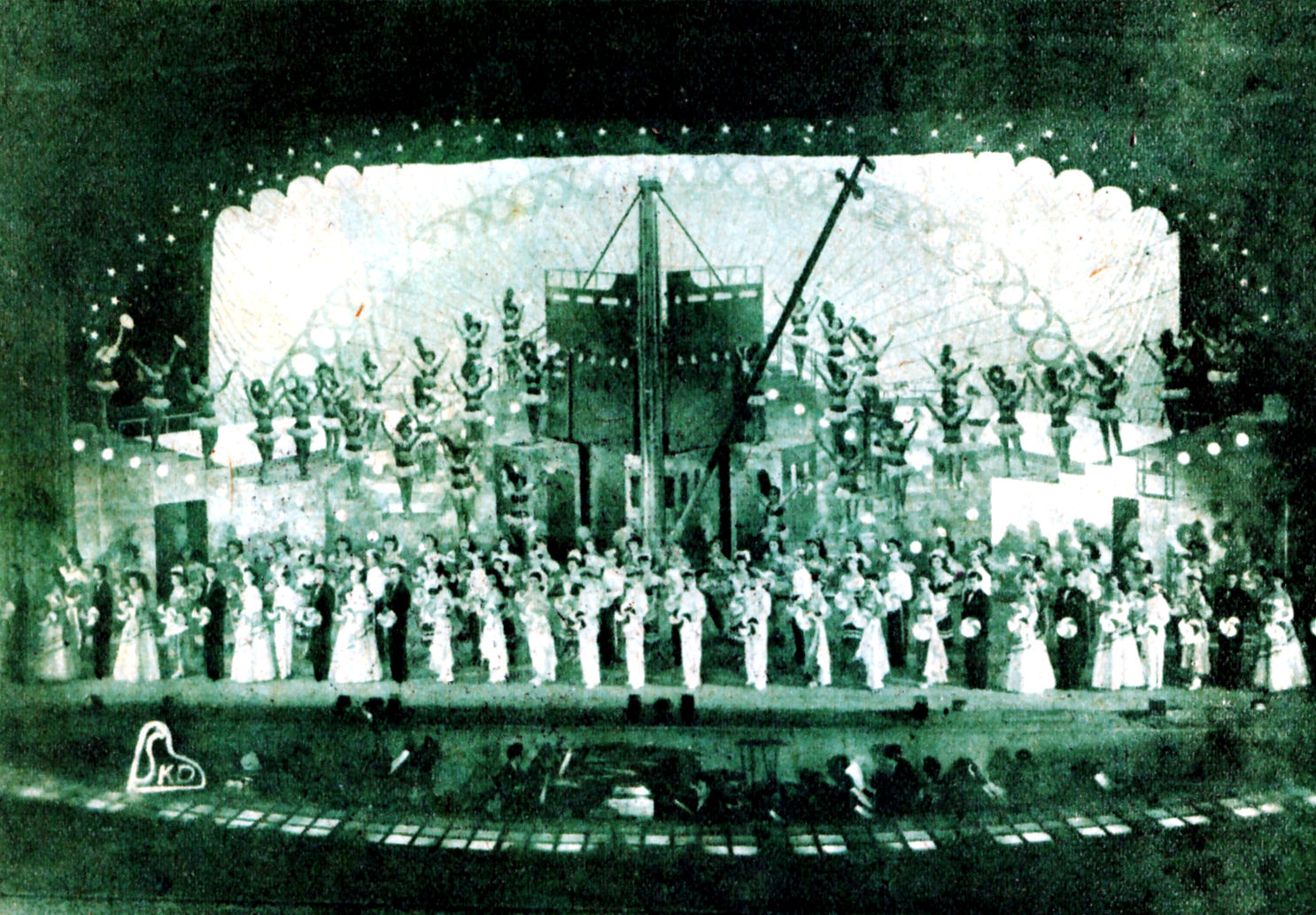
1951년 『가을의 춤』 피날레

쇼치쿠 가극의 공연내용은 국제 극장 이전에는 오페레타 형식의 것이 많았으나, 국제극장에 정착한 후에는 "4대 춤"이라 칭한 『도쿄 춤』, 『봄의 춤』, 『여름의 춤』, 『가을의 춤』으로 대표되는 대규모 레뷰가 주를 이르면서 "가극단"이라기보다는 "댄싱팀"에 의한 것이 되었다. 일극댄싱팀이 쇼치쿠 가극의 라이벌이었다는 견해도 있다. 1951년 말의 기관지에는 오페레타의 쇠퇴를 개탄한 쇼치쿠 사원으로부터 "4대 춤을 국제극장에서, 오페레타를 적당한 규모의 극장에서"라는 제안도 있었지만, 1957년 경부터 주요 공연은 "4대 춤"에 집중되었다. 다만, 아오치 신에 의하면, 영화의 병연 어트랛ㄴ으로 시작된 쇼치쿠 가극은, 최초기부터 댄싱팀의 성질을 가지고 있었으며, 오페레타가 중시된 것은 "레뷰합전"시기에 일어난 "다카라즈카화" 현상의 하나였다.
공연물에서는 각종 서양춤을 주체로 한 대장면이나 팀댄스에 정편을 얻어 큰 특징으로 삼았다. 한편 국산 레뷰로서의 의식에서 가부키 무용을 기본으로 한 일본무용, 민속무용, 예능도 적극적으로 채용했다.
다카라즈카 가극과의 비교에서는, 쇼치쿠 가극 쪽이 보다 속도감과 어른 남성의 기호를 우선으로 한 연출을 실시하고 있었다. 이는 한편으로는 시타마치의 아사쿠사, 한편으로는 야마노테의 히비야 (도쿄 다카라즈카 극장)라고 하는 양자가 거점으로 하는 토지상의 차이에 의한 것으로도 여겨지지만, 앞에서 서술한 것처럼 도쿄 쇼치쿠가 발족하기 이전붙 쇼치쿠 레뷰의 기본요소에는 "에로티시즘"이 포함되어있었다. 아오치 신은 다음과 같이 말하고 있다. "예전에는 즈카팬에게는 쇼치쿠는 천박해보이지 않았고, SKD팬에게 다카라즈카는 거드름을 피워 역겨웠다. 그러나, 두 파로 나누어져 시노기를 깎을 만큼, 본질적인 차이는 없었다고 해도, 다카라즈카와 쇼치쿠의 각각의 컬러와 전통이 있던 것은 말할 필요도 없다." 전후의 점령기에는 쇼치쿠 · 다카라즈카 양쪽 모두를 채택하는 잡지가 복수 간행되고 있어, 어느 정도 관객층의 중복도 있었다고 보여지지만, 전쟁 전부터의 팬에게는 양쪽 모두를 애호하는 팬을 "절조가 없다"라고 비판하는 경향도 있었다고 한다.
| 년도 | 상                  | 수상자                    | 사유                                                                       |
| ---- | ------------------- | ------------------------- | -------------------------------------------------------------------------- |
| 1956 | 예술제 장려상       | 쇼치쿠 가극단             | 『가을의 춤』의 아트믹 걸즈, 에잇 피체스의 노력과 성과                     |
| 1957 | 예술제 장려상       | 히메 유리코 / 오토와 유코 | 쇼치쿠 가극단 『가을의 춤 · 소룡의 마술사』의 그림자 속의 목소리           |
| 1957 | 테아토론상          | 쇼치쿠 가극단             | 아토믹 걸즈의 SKD 4대 춤에 의한 성과                                       |
| 1959 | 예술제 상           | 쇼치쿠 가극단             | 가을의 춤 「일본의 태고(太鼓)」의 성과에 대해                              |
| 1962 | 예술제 장려상       | 히메 유리코               | 쇼치쿠 가극단 제27회 『가을의 춤』에 대한 가창 · 연기에 대해               |
| 1963 | 예술제 장려상       | 카와지 류코               | 쇼치쿠 가극단 『제28회 가을의 춤』에 대한 연기에 대해                      |
| 1972 | 예술선상 문부대신상 | 오즈키 사에코             |                                                                            |
| 1978 | 예술제 우수상 2부   | 쇼치쿠 가극단             | 쇼치쿠가극단 창립 50주년 기념 『제43회 가을의 춤』의 성과에 대해           |
| 1978 | 예술선상 신인상     | 카스가 히로미             |                                                                            |
| 1980 | 예술제 우수상 2부   | 쇼치쿠 가극단             | 『쇼치쿠가극단 가을의 특별공연』에 대한 『제45회 가을의 춤』의 성과에 대해 |
| 1983 | 예술제 우수상 2부   | 후지카와 요코             | 쇼치쿠가극단 특별 공연 『환화(幻華) / 댄스 커넥션』의 연기에 대해          |

### 일본 국외에서의 공연
1950년대 이후, 쇼치쿠가극단은 일본 문화 소개 등을 목적으로 국외에서 공연 활동을 왕성하게 하며, "세계의 SKD"라고 불렸다. 1954년 11월엔는 태국에서 신헌법 발포 기념으로 초대 받아, 동남아시아 (태국, 싱가포르)에서 공연을 한 것을 기점으로, 1980년대까지 아시아, 유럽, 남미, 남아프리카까지 돌았다. 또한 전전(戰前)에는 미즈노에 타키코가 친선 사절이라는 명목으로 미국에 간 적이 있다.
| 년월               | 국가 · 지역                              | 비고                                  |
| ------------------ | ---------------------------------------- | ------------------------------------- |
| 1954. 11           | 태국, 싱가포르                           | 태국 국왕 신헌법 발포 기념            |
| 1957. 12 ~ 1958. 4 | 필리핀, 싱가포르, 말레이시아, 태국, 홍콩 |                                       |
| 1958. 11           | 오키나와                                 |                                       |
| 1962. 4            | 하와이                                   |                                       |
| 1962. 9            | 영국, 프랑스, 이집트, 파키스탄, 인도     | 일본공항 중동 실크로드 노선 개설 기념 |
| 1963. 4            | 하와이                                   |                                       |
| 1964. 3            | 하와이                                   |                                       |
| 1965. 8            | 인도네시아                               | 카와시마 쇼지로의 둥국 방문 수행      |
| 1966. 2            | 대만                                     | 일본공항 대만노선 개설 기념           |
| 1966. 8 ~ 11       | 브라질, 아르헨티나                       |                                       |
| 1966. 11           | 싱가포르, 파키스탄, 인도                 | 국제교류기금에 의한 파견              |
| 1967. 1            | 싱가포르                                 | 일본항공 싱가포르 노선 개설 기념      |
| 1967. 9            | 대만                                     |                                       |
| 1968. 4            | 하와이                                   |                                       |
| 1969. 11           | 대만                                     | 일본항공 대만 노선 개설 3주년 기념    |
| 1971. 4            | 폴란드, 소련                             |                                       |
| 1971. 11           | 태국, 인도네시아, 싱가포르, 말레이시아   | 국제교류기금 아시아주간문화사절       |
| 1973. 3            | 홍콩                                     |                                       |
| 1973. 10 ~ 1974. 3 | 남아프리카공화국                         |                                       |
| 1975. 6            | 말레이시아, 싱가포르                     |                                       |
| 1978. 5            | 말레이시아, 싱가포르                     |                                       |
| 1979. 9            | 중국                                     | 일본항공 상해 노선 개설 기념          |
| 1979. 9 ~ 12       | 소련                                     |                                       |
| 1979. 12           | 홍콩, 태국, 싱가포르, 인도네시아         | 일본항공 주최                         |
| 1981. 3            | 미국                                     | 앵커리지 관광국 제공                  |
| 1982. 4 ~ 7        | 소련, 동독                               |                                       |

### 단원
단원은, 시대에 따라서 "여생(女生)", "여생도(女生徒)", "생도(生徒)"라고 불렸고, 서열제도가 확립되면서부터는, 위에서부터 "대간부(大幹部)", "대간부대우(大幹部待遇)", "간부(幹部)", "준간부(準幹部)", "베스트 텐(ベスト・テン)", "기예원(技芸員)"으로 등급이 붙혀졌다. 처음으로 간부제가 설치된 것은 1931년에 2개조 체제로 했을때로, 쇼구미(松組) 필두는 미즈노에 타키코, 치쿠구미(竹組) 필두는 오구라 미네코였다. 역사 기록상으로는, 대간부가 설치된 것은 전쟁 중이었던 「쇼치쿠 여자 정신대」로 개편되었을 때로, 카와지 류코와 미나미 리에, 두사람이 임명되었다. 대간부대우 이상은 쇼치쿠 본사와 직접 계약을 맺었다.
원칙적으로는 쇼치쿠 음악무용학교를 졸업한 사람이 단원이 되었지만, 그러한 제도가 엄밀하지 않았던 초기에는, 양성소를 거치지 않고 직접 입단(입부)하는 사람도 있었다. 타카다 무용단의 해산과 함께 이적한 요시카와 히데코나, 이미 가수로서 유명한 사람으로 입부한 코바야시 치요코 등이 해당한다. 또한, 요시카와와 함께 입부한 마스다 타카시 (후에 일극댄싱팀 연출 및 안무가)는 남성으로, 이적 당초에는 무대도 올랐었다. 무대가 완전히 여성만으로 채워지게 되는 때는 "도쿄 쇼치쿠 악극부"에서 "쇼치쿠 소녀가극부"로 바뀌고 나서였다.

### 애창가
도쿄 · 오사카 양쪽 쇼치쿠계 가극단은 『벚꽃 피는 나라』 (키시모토 스이후 작사, 마츠모토 시로 작곡)를 애창가로 정했다. 1930년에 오사카 쇼치쿠가 제 5회 「봄의 춤」으로 첫 피로, 도쿄 쇼치쿠에서는 같은 해, 제 1회 「도쿄 춤」으로 첫 피로하였고, 이후 쇼치쿠계 가극을 상징하는 곡으로써 계속 불렸다. 또한, 다카라즈카 가극에서 같은 위치에 있는 곡이 「제비꽃 필 무렵」이다.

## 연표
| 년도 | 월 | 내용 |
| ---- | -- | --- |
| 1928 | 10 | 12일, 도쿄쇼치쿠악극부가 발족. |
| 1928 | 12 | 한발 앞서 발족학 쇼치쿠 악극부 (후의 OSK)의 도쿄 공연 응원 출연                                                                        |
| 1929 | 11 | 아사쿠사 쇼치쿠좌의 공연부터 정식으로 활동 개시                                                                                        |
| 1930 | 4  | 항례의 「도쿄 춤」 공연을 아사쿠사 쇼치쿠좌와 제국극장에서 개시. 나고야쇼치쿠좌에서도 출장 공연 개시.                                  |
| 1930 | 9  | 미즈노에 타키코가 머리를 자르고, 「남장의 려인(麗人)」이 등장                                                                          |
| 1930 | 10 | 쇼구미(松組) · 치쿠구미(竹組)의 2개조 편성이 됨                                                                                        |
| 1931 | 1  | 우메구미(梅組) · 사쿠라구미(桜組) 신설. 4개조 편성이 됨                                                                                |
| 1932 | 7  | 쇼치쿠소녀가극부 (약칭 SSK)로 개칭 |
| 1933 | 6  | 대우 개선을 둘러싸고 쟁의가 일어남 (분홍색 쟁의)                                                                                       |
| 1933 | 7  | 쇼치쿠 본사 직할이 됨. 쇼치쿠소녀가극단이 된다. 쇼치쿠소녀가극학교 개교                                                                |
| 1934 | 9  | 본거지를 신주쿠 제일극장으로 옮김 |
| 1937 | 7  | 본거지를 아사쿠사 국제극장으로 옮김 |
| 1940 | 1  | 국제극장은 단독 공연을 중지하고, 영화 개봉에 가극 병연을 실시하는 어트랙션 시스템 채용                                                 |
| 1944 | 3  | 전시체제의 강화로 인해, 국제극장이 폐쇄되고, 또한 퇴단자도 잇따랏기 때문에 해산.                                                       |
| 1945 | 10 | 쇼치쿠가극단 (약칭 SKD)으로 개칭한 후, 부활. 아사쿠사 대승관에서 공연을 행함.                                                          |
| 1947 | 11 | 국제극장이 부흥 |
| 1950 | 11 | 쇼치쿠소녀가극학교가 쇼치쿠음악무용학교로 개칭. 가부키좌 별관을 교실로 사용                                                            |
| 1951 | 3  | 『도쿄 춤』에 아트믹 걸즈가 등장 |
| 1953 | 6  | 『잘가요 쿠키』 공연을 행함 |
| 1954 | 3  | 쇼치쿠음악무용학교가 도쿄 극장 4층으로 이전.                                                                                           |
| 1954 | 12 | 처음으로 해외 공연을 태국 방콕에서 행함.                                                                                               |
| 1956 | 3  | 에잇 피체스 탄생 |
| 1957 | 6  | 오사카쇼치쿠가극단 (OSK)가 쇼치쿠에서 분리됨. (이때까지 SKD와 OSK는 자매관계로, 합동 공연 등도 있었다)                                 |
|      | 12 | 동남아시아 공연을 감 |
| 1958 | 11 | 오키나와 공연을 함. (당시 오키나와는 미국 시정하에 있었기 때문에 해외공연 취급)                                                        |
| 1959 | 7  | 『여름의 춤』으로 실제 물을 사용한 대폭포 세트가 등장                                                                                  |
| 1960 | 7  | 『여름의 춤』에서 향토예능을 무대에 채용                                                                                               |
| 1962 | 9  | 『가을의 춤』에서 무대부수기가 등장 |
| 1962 | 4  | 하와이 출장공연. 이 해부터 해외공연이 정기적으로 행해졌다.                                                                             |
| 1966 | 1  | 『봄의 춤』과 3월 공연 『도쿄 춤』을 통합해서, 『도쿄 춤』을 1월 공연으로 함                                                           |
| 1970 | 8  | 후쿠오카 스포츠센터에서 정기 공연을 개시                                                                                               |
| 1971 | 4  | 소련 · 동유럽 공연 시작 |
| 1972 | 9  | 소부대의 쇼치쿠 댄서즈를 결성 |
| 1978 | 8  | 『男はつらいよ 寅次郎わが道をゆく』 작품 중에 등장                                                                                     |
| 1979 | 2  | SKD 뮤지컬 탄생. 제 1작 『카르멘』 (각본 · 연출 야마다 요지)                                                                           |
| 1981 | 9  | 1일, 쇼치쿠토지흥행주식회사로 이관함.                                                                                                  |
| 1982 | 4  | 국제극장에서의 공연이 중단됨. 해외판이 소련 · 동독 공연에 국내판이 후나바시 라라포트 극장 공연과 지방공연에 각각 활동장을 구하게 된다. |
| 1982 | 8  | 창립 55주년 특별 공연 『SKD의 전부』를 가부키좌에서 공연.                                                                              |
| 1982 | 12 | 『男はつらいよ 花も嵐も寅次郎』의 꿈 씬에서 등장                                                                                       |
| 1983 | 1  | 이케부쿠로 선샤인극장에서 정기공연을 함. 이 외, 긴자 박품관극장, 시부야 쟌쟌, 키지죠지 젠신좌극장, 토시마엔 등에서 공연을 함.          |
| 1983 | 7  | 가부키좌 특별공연을 함 |
| 1985 | 6  | 20일 · 21일 츠쿠바과학만박 엑스포플라자에 줄연                                                                                         |
|      | 8  | 일본 콜롬비아에서 90주년 기념 LP레코드 『쇼치쿠가극전집』 (총 5장 세트)가 발매됨                                                       |
| 1988 | 3  | 레뷰를 그만두고, 뮤지컬 극단으로 재편한다는 발표를 함                                                                                  |
| 1990 | 2  | 신주쿠 후생연금회관 대홀에서 레뷰 최종공연 『도쿄 춤 어제 · 오늘 · 내일』이 상연. 이후 2년간 공연 휴지, 뮤지컬 극단으로서의 재편을 함  |
| 1992 | 6  | 뮤지컬 극단 재편 후 제 1작 『현명한 여인의 어리석은 선택』을 도쿄예술극장 중홀에서 상연                                                |
| 1996 | 6  | 해단. |
| 1996 | 8  | 해산멤버들에 의한 마지막 자주 공연 『FROM SKD』를 긴좌 박품관에서 함.                                                                  |

## 출신자
- 미즈노에 타키코 : 전전(戰前) 1기생
- 오구라 미네코 : 전전 1기생
- 오리에 츠사카 : 전전 2기생
- 아이조메 유메코 : 전전 6기생
- 미즈쿠보 스미코 : 전전 6기생
- 이치무라 키쿠코 : 전전 9기생
- 카와지 류코 : 전전 10기생
- 시노바즈 쿄코 : 전전 12기생
- 코바야시 치요코 : 1932년 가입
- 에도가와 란코 : 1933년 가입
- 우타가미 츠야코 : 학교 1기생
- 아사기리 쿄코 : 학교 1기생
- 마츠오 아케미 : 학교 1기생
- 오즈키 사에코 : 학교 4기생
- 나미키 미치코 : 학교 4기생
- 야구치 요코 : 학교 4기생
- 카토 하루코 : 학교 4기생
- 미소라 히바리 : 학교 5기생
- 아사히 테루코 : 학교 6기생
- 이쿠노 미치코 : 학교 6기생
- 카츠라기 요코 : 전후(戰後) 2기생
- 아와지 케이코 : 전후 4기생
- 쿠사부에 미츠코 : 전후 5기생
- 토미나가 미사코 : 전후 5기생
- 유키시로 케이코 : 전후 6기생
- 하세가와 마치코 : 전후 6기생
- 노조에 히토미 : 전후 8기생
- 아시카와 이즈미 : 전후 8기생
- 히메 유리코 : 전후 8기생
- 쿠죠 쿄코 : 전후 9기생
- 오키 치사토 : 전후 9기생
- 히토미 레이코 : 전후 10기생
- 바이쇼 치에코 : 전후 13기생
- 사카키 히로미 : 전후 13기생
- 카토 미도리 : 전후 13기생
- 카스가 히로미 : 전후 14기생
- 바이쇼 미츠코 : 전후 18기생
- 아카츠키 테루코
- 미도리 준코
- 마야 준코
- 시이나 아이
- 치바 유우코

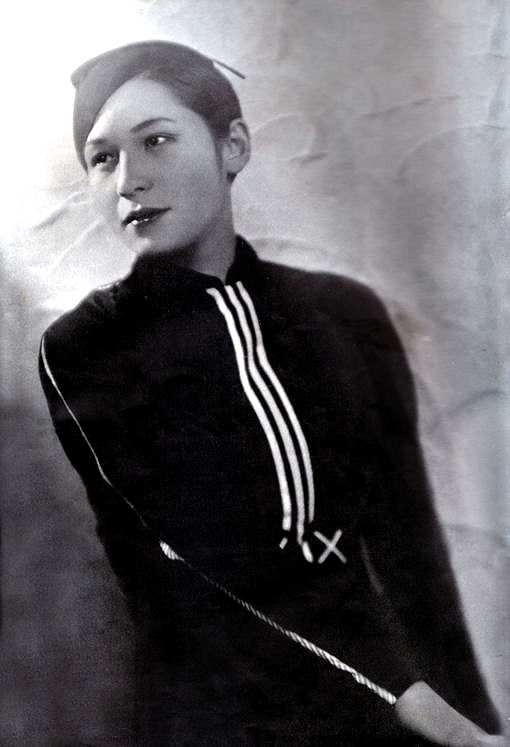
미즈노에 타키코
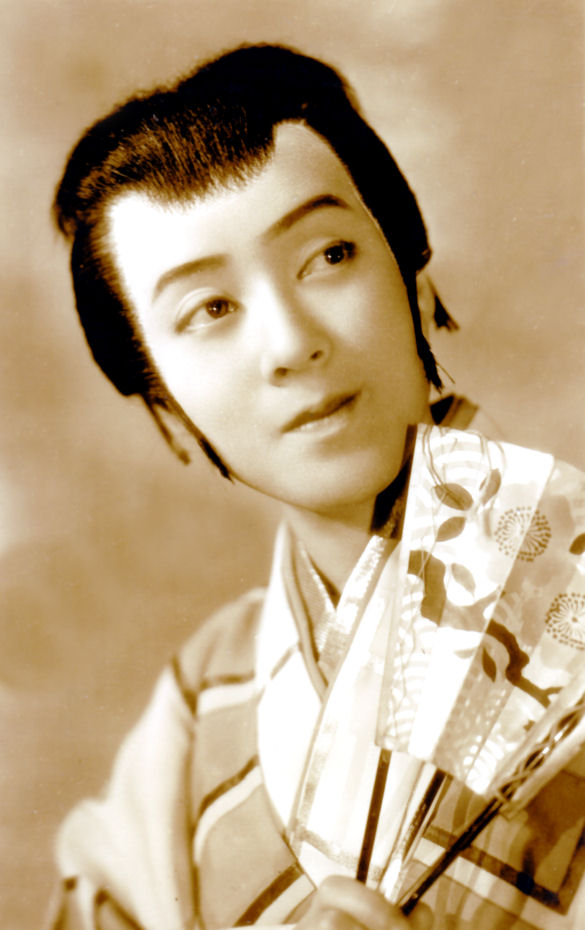
오리에 츠사카
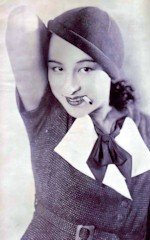
아이조메 유메코
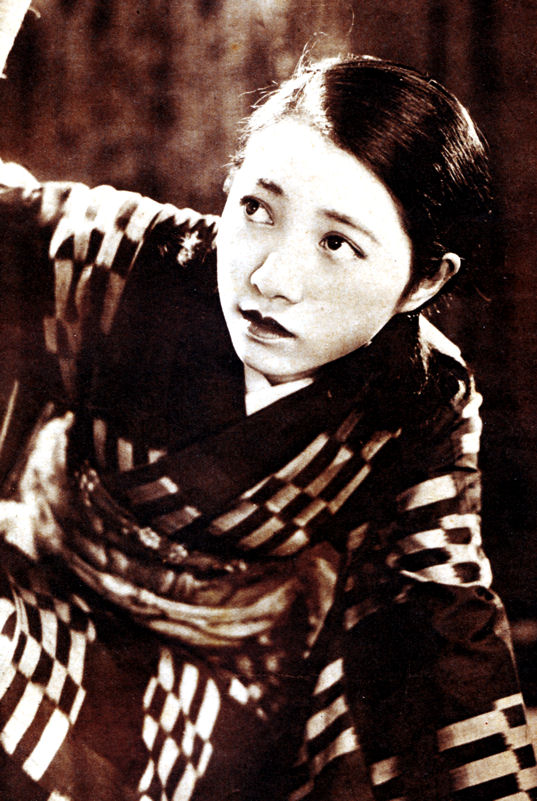
미즈쿠보 스미코
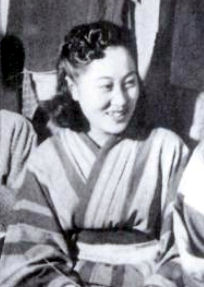
이치무라 키쿠코
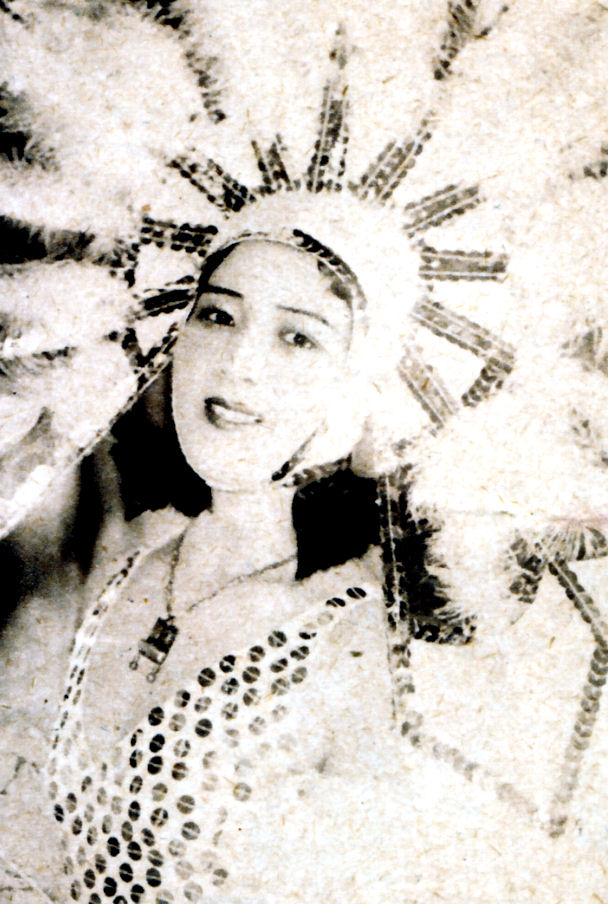
코바야시 미요코
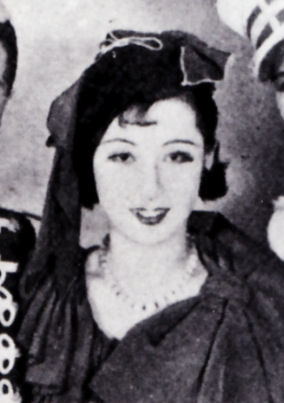
에도가와 란코
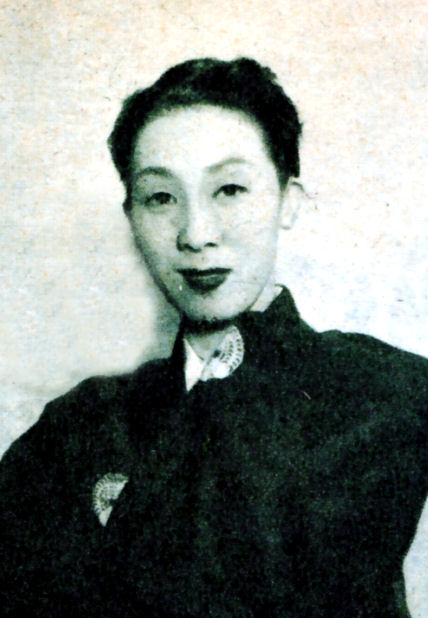
오즈키 사에코
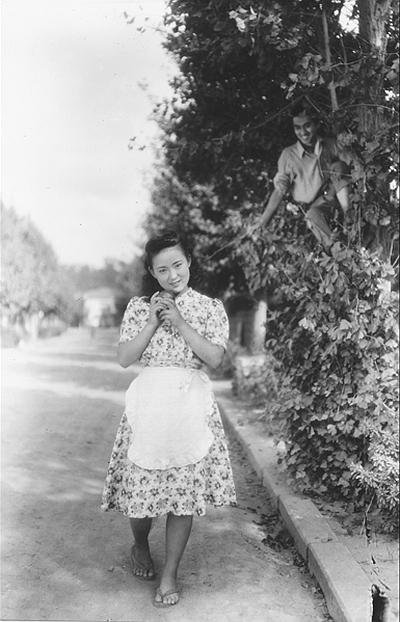
나미키 미치코
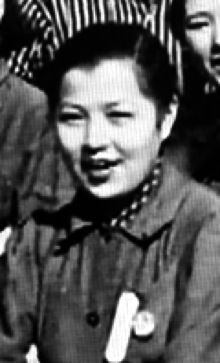
야구치 요코 (와카조노 테루미)
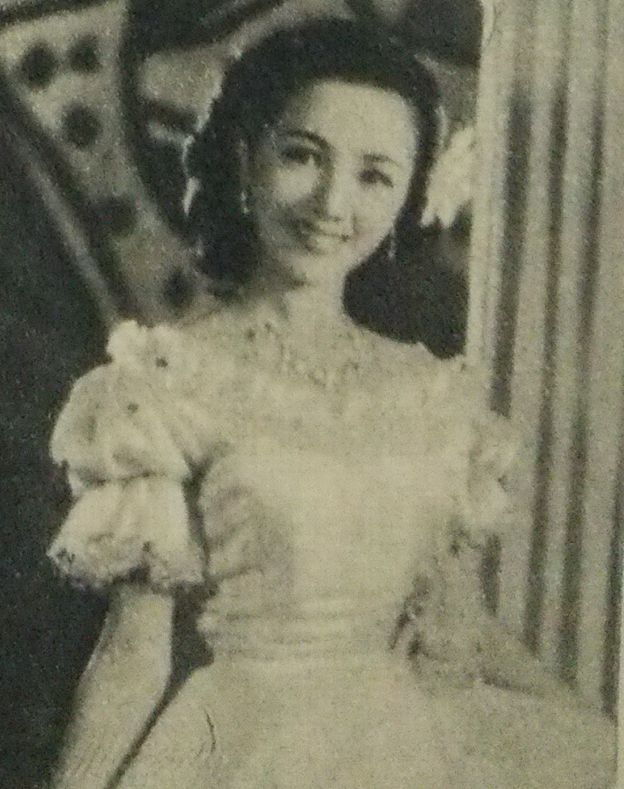
카츠라기 요코
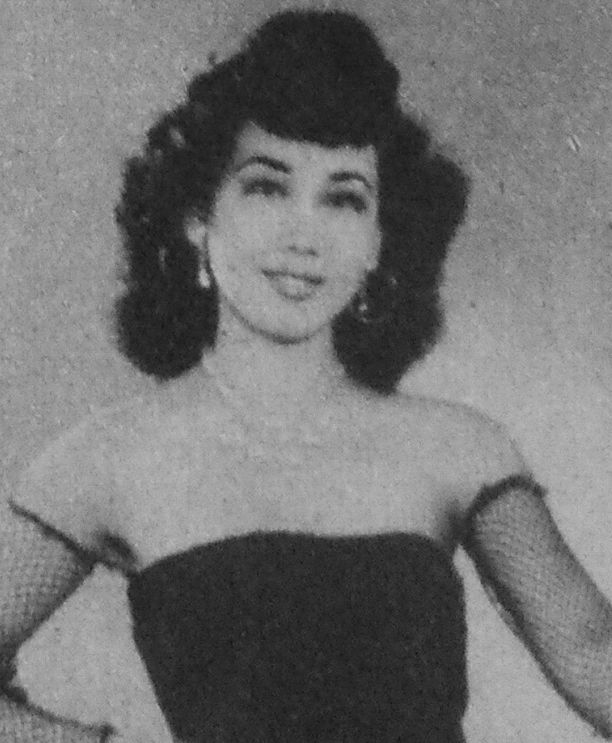
아와지 케이코
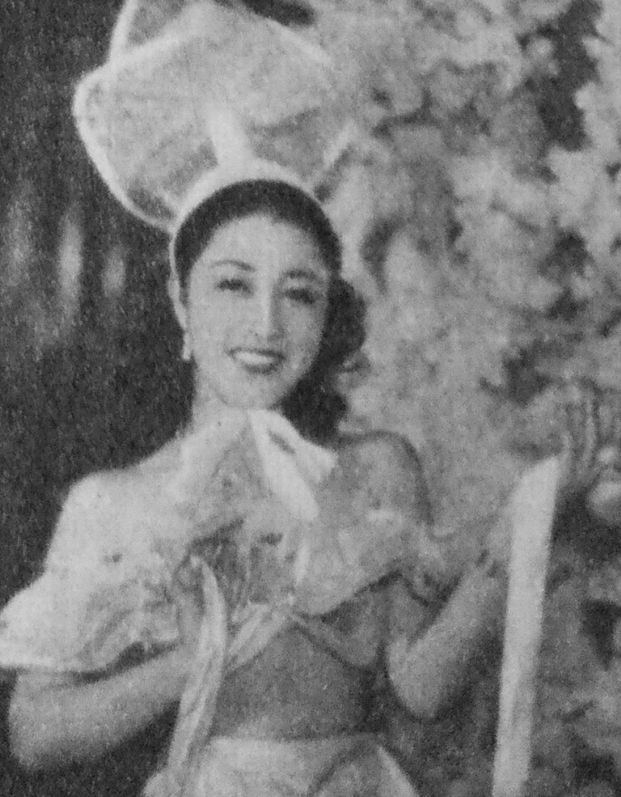
쿠사부에 미츠코
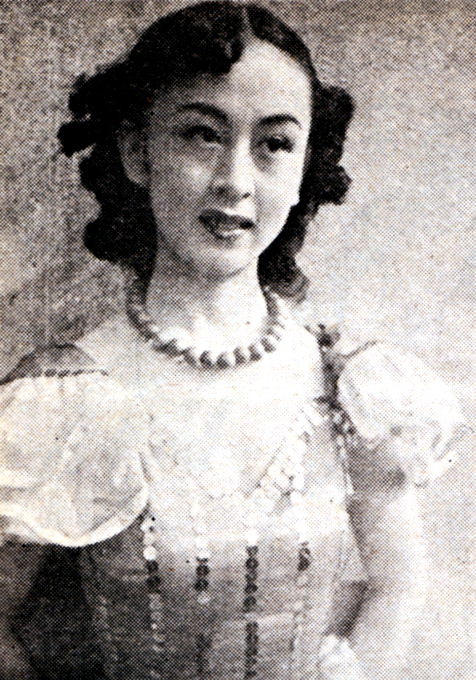
유키시로 케이코
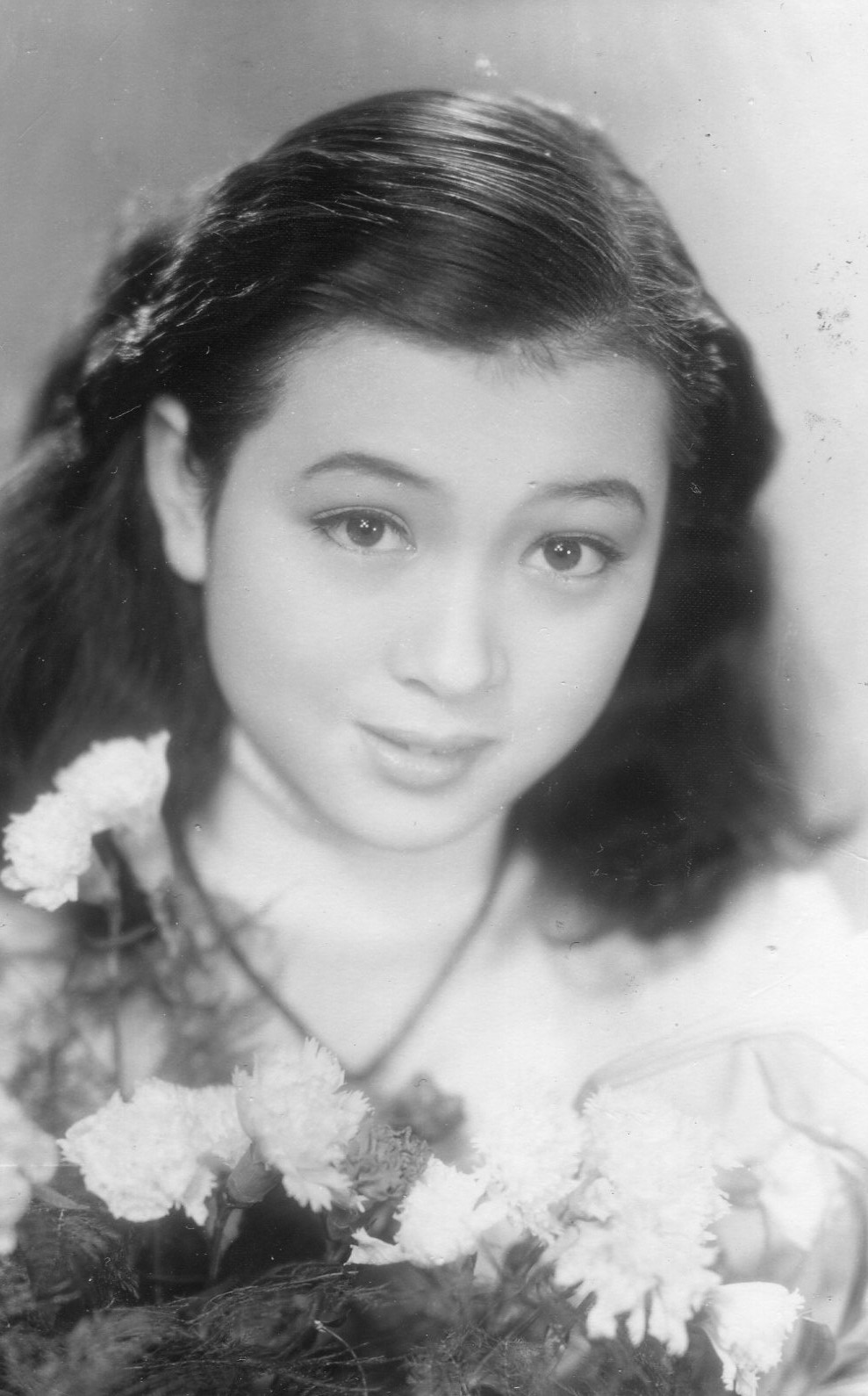
노조에 히토미

## 관련 작품

### そよかぜ (산들바람)

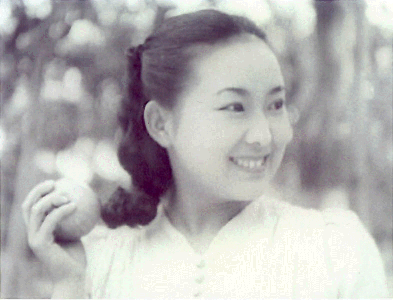
『そよかぜ』의 나미키 미치코

전후, 진주군 점령하에서의 국산 영화 제 1탄.극단의 조명담당 소녀가 악단원들의 협력으로 스타가수가 되어간다는 이야기로, 현역의 쇼치쿠가극단 생도로 주역으로 발탁된 나미키 미치코가 부르는 삽입곡 『링고의 노래』가 대히트를 쳤다. 원래는 각본의 이와사와 야스노리가 전시중에 쓰고 있던 전의고양작 『백만인의 합창』이라고 하는 대본을 밝은 레뷰영화로 다시 만든 것이었다.

### 男はつらいよ 寅次郎わが道をゆく
영화 『男はつらいよ (남자는 괴로워)』 시리즈 21번째 작품. 쇼치쿠 가극과 국제극장이 전면적으로 다루어져 마돈나 (히로인) 키노미 나나가 쇼치쿠 가극의 톱스타라는 역할로 출연. 또한 쇼치쿠 가극에서도 대간부인 오즈키 사에코, 카스가 히로미, 오키 치사토, 후지카와 요코 등이 출연했다. 또한 시리즈의 주인공 토라지로 (아츠미 키요시)의 여동생 "사쿠라" 역을 계속 연기한 바이쇼 치에코는 쇼치쿠가극단 출신이며, 『도쿄 춤』으로 음악 무용학교 수석 졸업자가 맡는 "바통 걸"의 초대 담당자였다.

### 사쿠라대전
가공의 가극단 · 비밀 부대인 「제국 화격단」을 무대로 하는 게임이자 애니메이션. 원작자 겸 프로듀서인 히로이 오지의 숙모가 쇼치쿠 가극단의 제 1기생으로, 숙모의 무대를 분장실에서 바라보던 체험이 창작의 근원이 되었다. 본거지 "제국극장"도 국제극장을 모델로 하고 있다.